# New York Jets 1986
La stagione 1986 dei New York Jets è stata la 17ª della franchigia nella National Football League, la 27ª complessiva. La squadra terminò la stagione regolare con un bilancio di 10–6, qualificandosi come wild card per i playoff nonostante l’avere perso tutte le ultime cinque partite. Nel primo turno i Jets batterono i Kansas City Chiefs, venendo eliminati dai Cleveland Browns nel divisional round. Questa sconfitta rimase nella memoria dei tifosi dei Jets poiché, in vantaggio per 20–10 nel quarto periodo, la squadra collassò quando Mark Gastineau colpì il quarterback Bernie Kosar dei Browns diversi secondi dopo avere effettuato un passaggio; a Gastineau fu fischiata una penalità e i Browns rimontarono, andando a vincere dopo due tempi supplementari.
La gara della settimana 3 contro Miami fu memorabile per i quarterback Ken O'Brien e Dan Marino che stabilirono complessivamente l’allora record NFL per yard passate in una partita, con i Jets che vinsero 51-45. Marino passò 448 yard e 6 TD mentre O'Brien 479 yard, 4 touchdown e un intercetto in quella che fu statisticamente la miglior gara della sua carriera.

## Scelte nel Draft 1986
| Scelte dei Jets nel Draft 1986 | Scelte dei Jets nel Draft 1986 | Scelte dei Jets nel Draft 1986 | Scelte dei Jets nel Draft 1986 | Scelte dei Jets nel Draft 1986 |
| Giro                           | Scelta                         | Giocatore                      | Ruolo                          | College                        |
| ------------------------------ | ------------------------------ | ------------------------------ | ------------------------------ | ------------------------------ |
| 1                              | 22                             | Mike Haight                    | G                              | Iowa                           |
| 2                              | 49                             | Doug Williams                  | T                              | Texas A&M                      |
| 3                              | 79                             | Tim Crawford                   | LB                             | Texas Tech                     |
| 4                              | 105                            | Rogers Alexander               | LB                             | Penn St.                       |
| 5                              | 132                            | Ron Hadley                     | LB                             | Washington                     |
| 7                              | 189                            | Bob White                      | C                              | Rhode Island                   |
| 8                              | 215                            | Robert Ducksworth              | DB                             | Southern Miss                  |
| 9                              | 245                            | Nuu Faaola                     | RB                             | Hawaii                         |
| 10                             | 272                            | Carl Carr                      | LB                             | North Carolina                 |
| 11                             | 299                            | Vince Amoia                    | RB                             | Arizona St.                    |
| 12                             | 328                            | Sal Cesario                    | T                              | Cal Poly-San Luis Obispo       |

## Calendario
| Stagione regolare | Stagione regolare       | Stagione regolare | Stagione regolare             |
| Turno             | Avversario              | Risultato         | Stadio                        |
| ----------------- | ----------------------- | ----------------- | ----------------------------- |
| 1                 | at Buffalo Bills        | V 28–24           | Rich Stadium                  |
| 2                 | New England Patriots    | S 20–6            | The Meadowlands               |
| 3                 | Miami Dolphins          | V 51–45 (dts)     | The Meadowlands               |
| 4                 | at Indianapolis Colts   | V 26–7            | Hoosier Dome                  |
| 5                 | Buffalo Bills           | V 14–13           | The Meadowlands               |
| 6                 | at New England Patriots | V 31–24           | Sullivan Stadium              |
| 7                 | Denver Broncos          | V 22–10           | The Meadowlands               |
| 8                 | New Orleans Saints      | V 28–23           | The Meadowlands               |
| 9                 | at Seattle Seahawks     | V 38–7            | Kingdome                      |
| 10                | at Atlanta Falcons      | V 28–14           | Atlanta–Fulton County Stadium |
| 11                | Indianapolis Colts      | V 31–16           | The Meadowlands               |
| 12                | at Miami Dolphins       | S 45–3            | Miami Orange Bowl             |
| 13                | Los Angeles Rams        | S 17–3            | The Meadowlands               |
| 14                | at San Francisco 49ers  | S 24–10           | Candlestick Park              |
| 15                | Pittsburgh Steelers     | S 45–24           | The Meadowlands               |
| 16                | at Cincinnati Bengals   | S 52–21           | Riverfront Stadium            |

### Playoff
| Playoff | Playoff          | Playoff             | Playoff       | Playoff                     |
| Week    | Date             | Opponent            | Result        | Game site                   |
| ------- | ---------------- | ------------------- | ------------- | --------------------------- |
| WC      | 28 dicembre 1986 | Kansas City Chiefs  | V 35–15       | The Meadowlands             |
| Div     | 3 gennaio 1987   | at Cleveland Browns | S 23–20 (2ts) | Cleveland Municipal Stadium |

## Classifiche
| AFC East                | AFC East | AFC East | AFC East | AFC East | AFC East | AFC East | AFC East | AFC East | AFC East |
|                         | V        | S        | P        | %        | DIV      | CONF     | PF       | PS       | STR      |
| ----------------------- | -------- | -------- | -------- | -------- | -------- | -------- | -------- | -------- | -------- |
| New England Patriots(3) | 11       | 5        | 0        | .688     | 7–1      | 8–4      | 412      | 307      | V1       |
| New York Jets(4)        | 10       | 6        | 0        | .625     | 6–2      | 8–4      | 364      | 386      | S5       |
| Miami Dolphins(5)       | 8        | 8        | 0        | .500     | 5–3      | 6–6      | 430      | 405      | S1       |
| Buffalo Bills           | 4        | 12       | 0        | .250     | 1–7      | 3–11     | 287      | 348      | S3       |
| Indianapolis Colts      | 3        | 13       | 0        | .188     | 1–7      | 2–10     | 229      | 400      | V3       |